# Eduardo Haro Tecglen
Eduardo Haro Tecglen (Pozuelo de Alarcón, Madrid, 30 de juny del 1924 - Madrid, 19 d'octubre del 2005) fou un periodista i assagista espanyol.

## Biografia
Eduardo Haro va ser fill d'Eduardo Haro Delage, mariner retirat, comediògraf i periodista, repressaliat i condemnat a mort a l'acabar la Guerra Civil espanyola. Gràcies a la sol·licitud d'indult formulada pel seu fill Eduardo, la condemna li va ser commutada per 30 anys de presó.

## Carrera Professional
Va estudiar a l'Escola Oficial de Periodisme on es va graduar el 1943. Va ser col·laborador (1939-1943) i redactor (1943-1946) d'Informaciones, redactor en cap del Diario de África i corresponsal a Tetuan de l'agència Efe (1946). Redactor en cap, crític literari i corresponsal a París d'Informaciones (1957-1960); corresponsal d'El Correo Español-El Pueblo Vasco a París (1960); col·laborador de Marca, Tajo, Heraldo de Aragón i director de Sol de España (Màlaga, 1967); director d'España (Tànger, 1967); redactor, columnista i sotsdirector (1968-1980) de Triunfo; director de Tiempo de Historia (1974-1978) i col·laborador de Testimonio, 1975; crític teatral de la Hoja del Lunes de Madrid (1977) i editorialista i crític teatral d'El País, 1978. En aquest últim periòdic publicava una columna diària. Va utilitzar els pseudònims "Pozuelo", "Juan Aldebarán" i "Pablo Berbén". És pare del poeta de la moguda madrilenya Eduardo Haro Ibars, mort pel SIDA en plena joventut. Va obtenir el Premi de Periodisme Francisco Cerecedo el 1992.

## Obra literària
Eduardo Haro Tecglen és autor de més de 25.000 articles. D'ideologia republicana, va subsistir en una espècie d'"exili interior" a Espanya. En la seva labor periodística més primerenca va escriure fervorosos articles a favor del règim franquista, com l'oda al fundador de la Falange, José Antonio Primo de Rivera, "Dies Irae". En el capítol "El niño fascista" del seu llibre "El refugio", Eduardo Haro Tecglen justifica aquestes accions per una qüestió de supervivència, i indica que en el seu fur intern sentia que no estava sent l'autor de la seva pròpia vida, que la seva veritable vida (segons l'autor) li havia estat robada amb la caiguda de la República, la condemna del seu pare i la negació dels seus títols estudiantils. Que es va veure obligat a vestir l'uniforme falangista per a salvar al seu pare de la condemna a mort. Entre els seus assajos es poden esmentar: Los derechos del hombre (1969), La sociedad de consumo (1973), Sociedad y terror (1974), Fascismo: génesis y desarrollo (1975), El 68: las revoluciones imaginarias (1988) i La guerra de Nueva York (2001).
Va escriure també llibres autobiogràfics com: El niño republicano (1996), Hijo del siglo (1998) i El refugio (1999), on ofereix una visió força desencantada des del punt de vista d'una esquerra decididament marxista. El 17 d'octubre del 2005, va patir una crisi cardíaca mentre menjava en un restaurant. Va ser traslladat a un hospital, on va morir la matinada del dimarts 18. Donà el seu cos a la ciència. Durant els seus últims anys escrivia la columna Visto/Oido al diari El País i un blog, i mantenia la secció diària Barra libre en el programa La Ventana de la Cadena SER.

## Pensament
El seu pensament complex pot aglutinar-se en la idea de l'"altermundisme pessimista": la possibilitat d'altres mons i la constatació de les enormes forces que s'oposen a aquesta construcció, bé socials o simplement mecàniques o naturals: l'oblit, la mort, el segon principi de la termodinàmica. Aquest pensament es fa especialment agut en el refent a la pèrdua del projecte de la II República. Ell s'autoanomenava "roig", adoptant en actitud reivindicativa el qualificatiu despectiu amb el qual el franquisme feia referència al bàndol perdedor.
El seu pessimisme mai el portà a la inactivitat, àdhuc sabent que tota batalla acaba perdent-se, però que alguna en cosa queda. És un pessimisme obstinat en la detecció de les injustícies sobre les que se sosté el nostre món, la nostra civilització, enfront de l'optimisme que valora essencialment els seus assoliments. La seva línia argumental tracta de convertir l'individu en persona i les persones en poble conscient (amb consciència), entroncant amb el lliurepensament i l'ideal llibertari de finals del XIX i principis del XX. Les seves tesis es fonamenten en la força dissolvent de la consciència sobre els instints, els sentiments, les revolucions (fins i tot les més sagnants) i la història, que unit a una contínua actualització i revisió del passat, permeten extreure possibilitats i projectar nous mons compartits, enfront de la destrucció, l'oblit o la petrificació-sacralització del pensament.

## Obra
- 1948: La callada palabra: poesías (Prensa Castellana)
- 1977: Diccionario político (Planeta)
- 1988: El 68: las revoluciones imaginarias (Aguilar)
- 1993: ¡Qué estafa! Memorias y notas de un tiempo difícil (Aguilar)
- 1996: El niño republicano (Alfaguara) Memorias
- 1997: Cien días (Aguilar)
- 1998: Hijo del siglo (Aguilar) Memorias
- 1999: El refugio: situaciones: momentos de una vida (Aguilar) Memorias
- 2000: Arde Madrid (Temas de Hoy) Memorias
- 2001: Ser de izquierdas (Temas de Hoy)
- 2001: La guerra de Nueva York (Aguilar)